# Teorema de Maschke
El teorema de Maschke, relativo a la teoría de representación de grupos, trata sobre la descomposición de la representación de un grupo finito en partes irreducibles. Si (V, ρ) es una representación de dimensión finita de un grupo finito sobre un cuerpo de característica cero, y U es un subespacio invariante de V, entonces el teorema afirma que U admite un complemento directo invariante W; es decir, la representación (V, ρ) es completamente reducible. El teorema puede ser generalizado para cuerpos de característica finita.
- Datos: Q656198